# Leptaucheniinae
Leptaucheniinae — це таксон маленьких козлиних ореодонтів із пропорційно великими головами, знайдений по всій Північній Америці під час пізнього олігоцену. Оскільки скелети Leptauchenia та Sespia були знайдені буквально тисячами, їх часто називають найчисленнішими викопними ссавцями в Північній Америці під час пізнього олігоцену. У них були гіпсодонти з високою коронкою, які використовувалися для жування піщаної рослинності.
Оскільки очі та ніздрі були розташовані високо на голові, довго вважалося, що Leptauchenia та Sespia були водними або напівводними тваринами. Однак, оскільки їхні скам’янілості ніколи не були знайдені в заплавних відкладеннях або річкових руслах, а навпаки у викопних піщаних дюнах, Дональд Протеро припускає, що вони були тваринами, що мешкали в пустелі. Згідно з інтерпретацією Протеро, високо розташовані очі та ніздрі служили для фільтрації піску під час риття.